# 草場一壽
草場 一壽（くさば かずひさ、1960年5月9日 - ）は日本の陶板画/陶彩画家。佐賀県佐賀市出身。創作活動のかたわら、絵本作家、映画監督としても活動。

## 経歴

### 陶彩画の確立
- 1987年: 陶彩画のアイデアを持って有田の窯元を訪ね歩くが「現実不可能」と断られ続ける。世界的に有名な絵師・葉山有樹だけが受け入れ、葉山の元で新しい表現「陶彩画」の模索と研究を始める[1]。
- 1990年: 絵付けと焼成を幾度となく繰り返しながら色を出す、新技法を確立（後に「陶彩画」と命名される）。工房今心を開き創作活動を始める。
- 1991年: 博多全日空ホテルにて初の個展。日本最大となる20ｍ陶壁画『鎮守の祭』を制作（佐賀県山内町中央公園）。
- 1992年: 仏教美術の原点を探してインドへ遊学する。
- 1993年: 国際工芸美術展出品。矢山利彦著書「気の人間学」表紙絵。
- 1995年: 中国敦煌芸術院との交流を始める。NHKテレビ『炎と生きる』で紹介。
- 1996年: 『I REMEMBER YOU』が映画「人間の翼」のポスターに採用される。ジャパン・エキスポ 世界炎の博覧会出品。
- 1997年: アジア工芸展に出品
- 1998年: 中国敦煌莫高窟・西千仏洞（英語版）・楡林窟の非公開の壁画・塑像を視察。敦煌芸術院院長を表敬訪問。
- 2000年: 佐賀新聞のオピニオンとして一年間コラムを担当。
- 2001年: 米国シアトルマリナーズのトレーナールームに陶彩画『水の菩薩』が飾られた。
- 2002年: 陶彩画展で『龍宮の遣い』を発表。
- 2003年: 陶彩画『imagine blue』草場一壽・弥生展を開催。
- 2004年: 陶彩画展で『アマテル』、『龍宮への誘い』を発表。いのちの大切さ・尊さを広める絵本『ヌチヌグスージ（いのちのまつり）』を発表。
- 2005年: 奇跡の輝き陶彩画展を開催。モンゴル大統領ナンバリーン・エンフバヤルに『大調和』を献上。
- 2006年: 奇跡の輝き陶彩画展を開催。ダライ・ラマ法王14世著書「思いやり」に陶彩画『大調和』掲載 、法王に陶彩画『大調和』を献上。
- 2007年: 奇跡の輝き陶彩画展「開く」を開催。いのちのまつり第二弾、絵本『つながってる』（サンマーク出版）を発表、累計20万部発行
- 2008年: 奇跡の輝き陶彩画展を開催。絵本『いのちのまつり』が日本標準より、道徳の副読本として採用。
- 2009年: 奇跡の輝き陶彩画展を開催。: 絵本『いのちのまつり』が光村図書出版より、小学3年生の道徳の教科書に採用。東京書籍より小学校3年生の国語の教科書に『いのちのまつり』採用。絵本『いのちのまつり』は、ボローニャ国際児童文学祭で日本代表作に選抜。陶彩画作品集『観音力カード』発表。
- 2010年: 新たな絵画作品「陶彩画・シルクレ」発表。
- 2011年: 金沢医科大学にてホスピタルアート展開催。陶彩画の新しい試みとして“いのち”をテーマにした納骨堂をプロデュース。
- 2012年: 光円寺（三田市）納骨堂『光彩殿』完成。
- 2013年: 絵本『かがやいてる』(サンマーク出版)を発表。全国で使用される小学校の生活科の教科書に『かがやいてる』採用。福生寺（紀の川市）永代供養墓『紫雲堂』完成[2]。映画『ストロベリーナイト』で【虹色の龍シリーズ】で使用される
- 2014年: 開窯25周年を機に『草場一壽　陶彩画美術館』を開館。磁器による火焔土器(磁器)・遮光土偶(磁器)を発表。
- 2015年: 『龍華』・『サラスヴァティ』を発表[3]。熊本・吉里医院　ホスピタルアート展で陶彩画特別作品『蓮の精』を発表。

イマジンブルーの開発
有田での研究中に出会った陶器の瑠璃色に惹かれ、独自の焼き物の「青」の研究を始め「イマジンブルー」を完成させる。武雄の陶彩画美術館では、不定期にて抽象画のみの展示を行うなどして焼き物の色の世界での癒しを感じてもらうような展示も行う。また、一部の病院には「ホスピタルアート」として抽象画の作品を取り入れてもらっている。
観音・菩薩
夕陽や虹のような、直接人の心に働きかけてくる作品をつくりたいという思いで創り出されたのが観音や菩薩のシリーズ。「観音」の文字の如く「心の目で観て、心の耳で聴くことが大事」というコンセプトのもとに描かれており、草場一壽の代表作のひとつである。

### 「いのちのまつり」の活動
2004年には初の絵本、「いのちのまつりヌチヌグスージ」を刊行。
小学校3年生向け「道徳」の副読本にも採用されている絵本「いのちのまつり」。
「いのちの尊さを伝える」をコンセプトに、トーク&ライブスタイルの講演会を開催している。
プロの朗読家・副田ひろみ、ミュージシャン弓削田健介とコラボレートして全国で講演を実施。
シリーズ絵本には「いのちのまつりつながってる！」「いのちのまつりかがやいている」もある。